# Auguste Puis
Auguste Puis, né le 5 avril 1873 à Paris 8e et mort le 14 novembre 1950 à Paris 16e, est un homme politique français. Il est aussi l'auteur d'un ouvrage sur les lettres de cachet.

## Fonctions
- Député, membre des groupes de la Fédération républicaine puis des Radicaux indépendants, de Tarn-et-Garonne de 1919 à 1927
- Sous-secrétaire d'État à l'Agriculture du 17 janvier 1921 au 15 janvier 1922 dans le gouvernement Aristide Briand (7)
- Sénateur de Tarn-et-Garonne de 1927 à 1934

Il démissionne lors de l'affaire Stavisky et sollicite à nouveau la confiance de ses électeurs, qui la lui refusent. Battu, il se retire de la vie politique.

## Distinctions
- Élu mainteneur de l'Académie des Jeux floraux en 1921

## Ouvrages
- Les Lettres de cachet à Toulouse au dix-huitième siècle, Toulouse et Paris, 1914

## Sources
- « Auguste Puis », dans le Dictionnaire des parlementaires français (1889-1940), sous la direction de Jean Jolly, PUF, 1960 [détail de l’édition]
- Ressources relatives à la vie publique :   - Sénat
  - Base Sycomore